# Вища ліга чемпіонату Росії з хокею із шайбою
Відкрите Всеросійське змагання серед команд Вищої ліги — до 2010 року друга за силою ліга професійного хокею Росії після КХЛ. Змагання Вищої ліги організовувалися Федерацією хокею Росії.
З 2010 року функцію Вищої ліги виконує Вища хокейна ліга (ВХЛ). Таким чином Вища ліга, як другий за силою чемпіонат Росії, де-факто, перестала існувати.
Останній чемпіонат у форматі Вищої ліги було проведено в сезоні 2009—2010 років. Останнім чемпіоном стала ханти-мансійська «Югра», яка починаючи з сезону 2010—2011 почала брати участь в чемпіонаті КХЛ.

## Переможці
Вища хокейна ліга з сезону 2010/11 років:
- 2013—2014 Сариарка
- 2012—2013 Торос
- 2011—2012 Торос
- 2010—2011 Рубін (Тюмень)

Вища ліга чемпіонату Росії з хокею із шайбою до сезону 2010/11 років:
- 2009—2010 Югра
- 2008—2009 Югра
- 2007—2008 Хімік
- 2006—2007 Торпедо
- 2005—2006 Трактор
- 2004—2005 МВД
- 2003—2004 Молот-Прикам'я
- 2002—2003 Торпедо
- 2001—2002 Сибір
- 2000—2001 Спартак
- 1999—2000 Нафтовик (Альметьєвск)
- 1998—1999 Торпедо
- 1997—1998
  - Захід: Липецьк
  - Схід: Нафтовик
- 1996—1997
  - Захід: ЦСКА
  - Схід: Мечел
- 1995—1996 СКА
- 1994—1995 Нафтохімік
- 1993—1994 ЦСК ВВС
- 1992—1993 ЦСК ВВС